# Withee (condado de Clark, Wisconsin)
Withee es un municipio del condado de Clark, Wisconsin, Estados Unidos. Tiene una población estimada, a mediados de 2021, de 1039 habitantes.

## Geografía
Está ubicado en las coordenadas 44°59′30″N 90°43′59″O / 44.99167, -90.73306. Según la Oficina del Censo de los Estados Unidos, tiene una superficie total de 91.0 km², de la cual 90.8 km² corresponden a tierra firme y 0.2 km² son agua.

## Demografía
Según el censo de 2020, en ese momento había 1033 personas residiendo en la zona. La densidad de población era de 11.4 hab./km². El 97.97% de los habitantes eran blancos, el 0.10% era afroamericano, el 0.39% eran amerindios, el 0.19% eran asiáticos, el 0.29% eran de otras razas y el 1.06% eran de una mezcla de razas. Del total de la población, el 1.06% eran hispanos o latinos de cualquier raza.